# 二戸市立中央小学校
二戸市立中央小学校（にのへしりつ ちゅうおうしょうがっこう）は、岩手県二戸市堀野にある公立小学校。

## 概要
旧二戸市立米沢小学校全学区と同市福岡小学校堀野学区の児童を学区に置く新しい小学校として、1987年に完成、開校した。旧米沢小学校の関係で、学校の備品には現在も「米沢小学校」と記入されているものが少なくない。以前、堀野学区には「堀野小学校」があったが、児童が当時少数だった為、同市福岡小学校にいったん統合された。後に、堀野地区には多くの住民が住むようになったことから、小学校が新設された。その際、同市の中心部にあると言うことで、中央小学校と命名された。また、同校の付近には馬渕川が流れており、その土地を埋め立てて、学校が設置された。
その後は、2009年4月1日に二戸市立下斗米小学校と統合し、現在に至る。

## 沿革
- 1982年（昭和57年）
  - 4月1日 - 二戸市立中央小学校開校。
  - 7月21日 - 校章制定。
  - 8月7日 - 落成式挙行し、落成開校記念祝賀会開催。
  - 9月2日 - 校歌制定。
  - 11月15日 - 校歌制定。
- 1989年（平成元年）9月15日 - 屋根付相撲場完成。
- 1992年（平成4年）11月1日 - 創立10周年式典挙行。
- 2009年（平成21年）4月1日 - 下斗米小学校を統合。
- 2011年（平成23年）4月1日 - 特別支援学級「あおぞら学級」開設。
- 2012年（平成24年）7月10日 - 外物置設置（体育館通路西側）。
- 2014年（平成26年）4月1日 - 特別支援学級「あさひ学級」開設。
- 2018年（平成30年）3月29日 - 中央児童クラブ「みなわっ子」完成（関連整備事業完結）。

## 委員会
計画委員会、JRC委員会、保健委員会、図書委員会、給食委員会、美化委員会、新聞委員会、放送委員会

## 校庭
校庭は、市内の小中学校において、最大の大きさであり、とても広い。
また、校庭の奥には学校の池があり、児童の生物学習の一貫を担っている。

## 進学先中学校
同校の学区全域が二戸市立福岡中学校の学区となっていることもあり、卒業生はほぼ全員が福岡中学校へと進学する。

## 交通
- JRバス東北「軽米線」・「小鳥谷線」・「二戸線」、二戸市コミュニティバス「牛間木線」・「根森線」・「山田線（二戸市）」・「上川代線」・「川又線」・「足沢線」・「太平原線（カシオペア医院経由）」で、「武内神社前」停留所より、
  - 二戸駅前方面行（南行）のりばから、徒歩約265m・約4分。
  - 二戸駅前方面発（北行）のりばから、徒歩約260m・約4分。
- IGRいわて銀河鉄道いわて銀河鉄道線斗米駅より、
  - 出口2（上り線ホーム側）から、徒歩約1.1km弱、約17分。
  - 出口1（下り線ホーム側）から、徒歩約1.1km・約17分。

## 通学方法
登校は集団登校である。各地域に登校班が編成されており、学校へ登校する際は集団で移動する。また、その繋がりで子供会があり、廃品回収や地域の祭り、行事に貢献している。

## スポーツ少年団
- 同校の学区内には、スポーツ少年団が多数ある。堀野学区の野球をする児童は「堀野ボーイズ」があり、米沢学区には「米沢ファイターズ」がある。それぞれ、同じ小学校に登校しているが、野球になると住んでいる地域で分割しており、互いが切磋琢磨している。また、秋になると市内野球大会が石切所商店街の主催により開催されているが、その際は学校対抗となっているため、小学校同士の対抗となる。そのため、通称「オールスター」と言われている。したがって、同校は堀野ボーイズと米沢ファイターズが一緒になって戦っている。
- バスケットボールでは、ミニバスケットボールのスポーツ少年団があり、東北大会に幾度も出場している。
- ソフトボールは、女子が行っている。最近は部員が減り、あまり活動できない。

## 周辺
- 中央児童クラブ - 同一敷地内
- 二戸市立堀野保育所 - 敷地が隣接。かつ、進学前保育所のひとつ。
- 安隠寺 - 敷地が隣接。
- 生きいき交流センター
- 馬淵川
- 岩手県道274号二戸一戸線